# Feldhockey-Weltmeisterschaft der Damen 2010
Die 12. Feldhockey-Weltmeisterschaft der Damen wurde vom 29. August bis zum 11. September 2010 in Rosario, Argentinien, ausgetragen. Der offizielle Name des Turniers lautete BDO FIH World Cup Women. Es traten zwölf Nationalmannschaften zunächst in zwei Gruppen und danach in Platzierungsspielen gegeneinander an. Insgesamt wurden 42 Länderspiele absolviert.

## Qualifikation
Es waren die fünf Kontinentalmeister teilnahmeberechtigt.
| Asien | Amerika     | Afrika    | Ozeanien   | Europa      |
| ----- | ----------- | --------- | ---------- | ----------- |
| China | Argentinien | Südafrika | Neuseeland | Niederlande |

Außerdem waren der Vize-Europameister  Deutschland, der EM-Dritte  England und der EM-Vierte  Spanien, sowie der Zweite des Asien-Cups  Indien direkt qualifiziert.
Die übrigen drei Starterplätze wurden durch drei Qualifikationsturniere im April vergeben. Die Gewinner waren  Südkorea,  Japan und  Australien.

## Vorrunde
Alle Zeitangaben sind Argentinische Ortszeit (UTC-3).
Hinweis: Aufgrund starker Regenfälle in Rosario am 2. September 2010 kam es zu folgenden Spielverlegungen: Alle drei Gruppenspiele der Gruppe A dieses Tages wurden auf die Morgenstunden des 3. September 2010, und die Gruppenspiele der Gruppe B vom 3. September 2010 um jeweils zwei Stunden nach hinten verlegt.

### Gruppe A
| Rang | Land        | Spiele | S | U | N | Tore  | Punkte |
| ---- | ----------- | ------ | - | - | - | ----- | ------ |
| 1    | Niederlande | 5      | 5 | 0 | 0 | 25: 8 | 15     |
| 2    | Deutschland | 5      | 4 | 0 | 1 | 10: 4 | 12     |
| 3    | Australien  | 5      | 3 | 0 | 2 | 13:10 | 9      |
| 4    | Neuseeland  | 5      | 1 | 1 | 3 | 9:15  | 4      |
| 5    | Indien      | 5      | 1 | 0 | 4 | 7:20  | 3      |
| 6    | Japan       | 5      | 0 | 1 | 4 | 6:13  | 1      |

| Datum – Uhrzeit           | Mannschaft 1 | Mannschaft 2 | Ergebnis  |
| ------------------------- | ------------ | ------------ | --------- |
| 30. August 2010 - 14:30   | Niederlande  | Indien       | 7:1 (3:1) |
| 30. August 2010 - 17:00   | Deutschland  | Neuseeland   | 2:0 (2:0) |
| 30. August 2010 - 19:30   | Australien   | Japan        | 2:1 (1:0) |
| 1. September 2010 - 14:30 | Indien       | Australien   | 3:6 (1:2) |
| 1. September 2010 - 17:00 | Niederlande  | Neuseeland   | 7:3 (2:1) |
| 1. September 2010 - 19:30 | Deutschland  | Japan        | 2:1 (0:0) |
| 3. September 2010 - 16:30 | Indien       | Deutschland  | 1:4 (1:2) |
| 3. September 2010 - 19:00 | Australien   | Niederlande  | 1:4 (1:2) |
| 3. September 2010 - 21:30 | Japan        | Neuseeland   | 2:2 (0:0) |
| 5. September 2010 - 14:30 | Japan        | Indien       | 0:2 (0:1) |
| 5. September 2010 - 17:00 | Deutschland  | Niederlande  | 1:2 (1:0) |
| 5. September 2010 - 19:30 | Neuseeland   | Australien   | 1:4 (1:1) |
| 7. September 2010 - 14:30 | Neuseeland   | Indien       | 3:0 (0:0) |
| 7. September 2010 - 17:00 | Niederlande  | Japan        | 5:2 (2:0) |
| 7. September 2010 - 19:30 | Australien   | Deutschland  | 0:1 (0:0) |

### Gruppe B
| Rang | Land                | Spiele | S | U | N | Tore  | Punkte |
| ---- | ------------------- | ------ | - | - | - | ----- | ------ |
| 1    | Argentinien         | 5      | 5 | 0 | 0 | 14: 2 | 15     |
| 2    | England             | 5      | 3 | 1 | 1 | 7: 6  | 10     |
| 3    | Südkorea            | 5      | 2 | 2 | 1 | 10: 8 | 8      |
| 4    | Volksrepublik China | 5      | 2 | 0 | 3 | 11: 6 | 6      |
| 5    | Südafrika           | 5      | 1 | 0 | 4 | 9:17  | 3      |
| 6    | Spanien             | 5      | 0 | 1 | 4 | 5:17  | 1      |

| Datum – Uhrzeit           | Mannschaft 1 | Mannschaft 2 | Ergebnis  |
| ------------------------- | ------------ | ------------ | --------- |
| 29. August 2010 - 14:30   | China        | Südkorea     | 1:2 (1:1) |
| 29. August 2010 - 17:00   | Spanien      | England      | 2:3 (2:3) |
| 29. August 2010 - 19:30   | Argentinien  | Südafrika    | 5:2 (1:1) |
| 31. August 2010 - 14:30   | China        | England      | 0:1 (0:1) |
| 31. August 2010 - 17:00   | Südafrika    | Spanien      | 2:1 (1:1) |
| 31. August 2010 - 19:30   | Argentinien  | Südkorea     | 1:0 (0:0) |
| 3. September 2010 - 09:00 | Südafrika    | China        | 1:4 (1:1) |
| 3. September 2010 - 11:30 | England      | Südkorea     | 1:1 (0:1) |
| 3. September 2010 - 14:00 | Spanien      | Argentinien  | 0:4 (0:2) |
| 4. September 2010 - 14:30 | England      | Südafrika    | 2:1 (1:0) |
| 4. September 2010 - 17:00 | Südkorea     | Spanien      | 2:2 (2:1) |
| 4. September 2010 - 19:30 | China        | Argentinien  | 0:2 (0:0) |
| 6. September 2010 - 14:30 | Spanien      | China        | 0:6 (0:1) |
| 6. September 2010 - 17:00 | Südkorea     | Südafrika    | 5:3 (1:1) |
| 6. September 2010 - 19:30 | Argentinien  | England      | 2:0 (1:0) |

### Platzierungsspiele
Spiel um Platz 11
| Datum – Uhrzeit           | Mannschaft 1 | Mannschaft 2 | Ergebnis  |
| ------------------------- | ------------ | ------------ | --------- |
| 9. September 2010 - 13:30 | Japan        | Spanien      | 2:1 (0:0) |

Spiel um Platz 9
| Datum – Uhrzeit            | Mannschaft 1 | Mannschaft 2 | Ergebnis  |
| -------------------------- | ------------ | ------------ | --------- |
| 10. September 2010 - 13:30 | Indien       | Südafrika    | 4:3 (2:2) |

Spiel um Platz 7
| Datum – Uhrzeit            | Mannschaft 1 | Mannschaft 2 | Ergebnis  |
| -------------------------- | ------------ | ------------ | --------- |
| 10. September 2010 - 18:00 | Neuseeland   | China        | 3:0 (2:0) |

Spiel um Platz 5
| Datum – Uhrzeit            | Mannschaft 1 | Mannschaft 2 | Ergebnis  |
| -------------------------- | ------------ | ------------ | --------- |
| 10. September 2010 - 21:30 | Australien   | Südkorea     | 2:1 (1:1) |

## Finalspiele
|  | Halbfinale                | Halbfinale                |                            |      | Finale                     | Finale                     |
|  |                           |                           |                            |      |                            |                            |
|  | Niederlande               | 1(4)*                     |                            |      |                            |                            |
|  | England                   | 1(3)*                     |                            |      |                            |                            |
|  | 9. September 2010 – 16:30 |                           |                            |      |                            |                            |
|  |                           |                           | 11. September 2010 – 19:30 |      |                            |                            |
|  | Niederlande               | 1(0)                      |                            |      |                            |                            |
|  |                           | Argentinien               | 3(2)                       |      |                            |                            |
|  |                           |                           |                            |      |                            |                            |
|  | Spiel um Platz drei       |                           |                            |      |                            |                            |
|  | 9. September 2010 – 19:30 | 9. September 2010 – 19:30 | England                    | 2(2) |                            |                            |
|  | Argentinien               | 2(1)                      | Deutschland                | 0(0) |                            |                            |
|  | Deutschland               | 1(0)                      |                            |      | 11. September 2010 - 16:30 | 11. September 2010 - 16:30 |

- Ergebnis nach 7-Meter-Schießen

## Endklassement
| Platz | Land        |
| ----- | ----------- |
| 1     | Argentinien |
| 2     | Niederlande |
| 3     | England     |
| 4     | Deutschland |
| 5     | Australien  |
| 6     | Südkorea    |
| 7     | Neuseeland  |
| 8     | China       |
| 9     | Indien      |
| 10    | Südafrika   |
| 11    | Japan       |
| 12    | Spanien     |

## Medaillengewinnerinnen
| Platz | Land        | Sportlerinnen |
| ----- | ----------- | --- |
| 1     | Argentinien | Belén Succi, Mariana Rossi, Rosario Luchetti, Macarena Rodriguez, Alejandra Gulla, Luciana Aymar, Agustina García, Carla Rebecchi, Delfina Merino, Romina Vatteone, Daniela Sruoga, Mariné Russo, Mariela Scarone, Claudia Burkart, Silvina d’Elia, Giselle Kañevsky, Noel Barrionuevo, Maria Aladro (ohne Einsatz)                       |
| 2     | Niederlande | Floortje Engels (ohne Einsatz), Carlien Dirkse van den Heuvel, Marieke Veenhoven-Mattheussens, Wieke Dijkstra, Kelly Jonker, Maartje Goderie, Lidewij Welten, Minke Smeets, Janneke Schopman, Maartje Paumen, Naomi van As, Ellen Hoog, Sophie Polkamp, Joyce Sombroek, Kim Lammers Eva de Goede, Michelle van der Pols, Marilyn Agliotti |
| 3     | England     | Beth Storry, Laura Unsworth, Crista Cullen, Hannah Macleod, Helen Richardson, Natalie Seymour, Susie Gilbert, Kate Walsh, Chloe Rogers, Kerry Williams, Alex Danson, Katie Long, Georgie Twigg, Charlotte Craddock, Ashleigh Ball, Sally Walton, Nicola White, Gemma Ible (ohne Einsatz)                                                  |